# 弗拉基米尔·库比约维奇
弗拉基米尔·米哈伊洛维奇·库比约维奇（烏克蘭語：Володимир Михайлович Кубійович；波蘭語：/；1990年9月23日—），波烏混血，戰間期为波兰人类学地理学家、二战期间为乌克兰民族主义政治人物、纳粹合作者。二战后，他成了流亡知识分子。
第二次世界大战期間，戰爭期間，庫比約維奇擔任烏克蘭中央委員會主席。他支持反猶太主義及種族清洗他們。1943年，他成爲親衛隊第14師的聯合創始人之一。庫比約維奇是烏克蘭民族主義者組織溫和派（即OUN-M）的支持者，該組織是安德烈·梅爾尼克在烏克蘭民族主義組織中的派別。在納粹德國戰敗滅亡后，庫比約維奇定居了在法国，再後來成爲烏克蘭百科全書的主編和舍甫琴科科學協會的秘書長。于1985年11月2日死於巴黎。